# ジョン・スパークマン

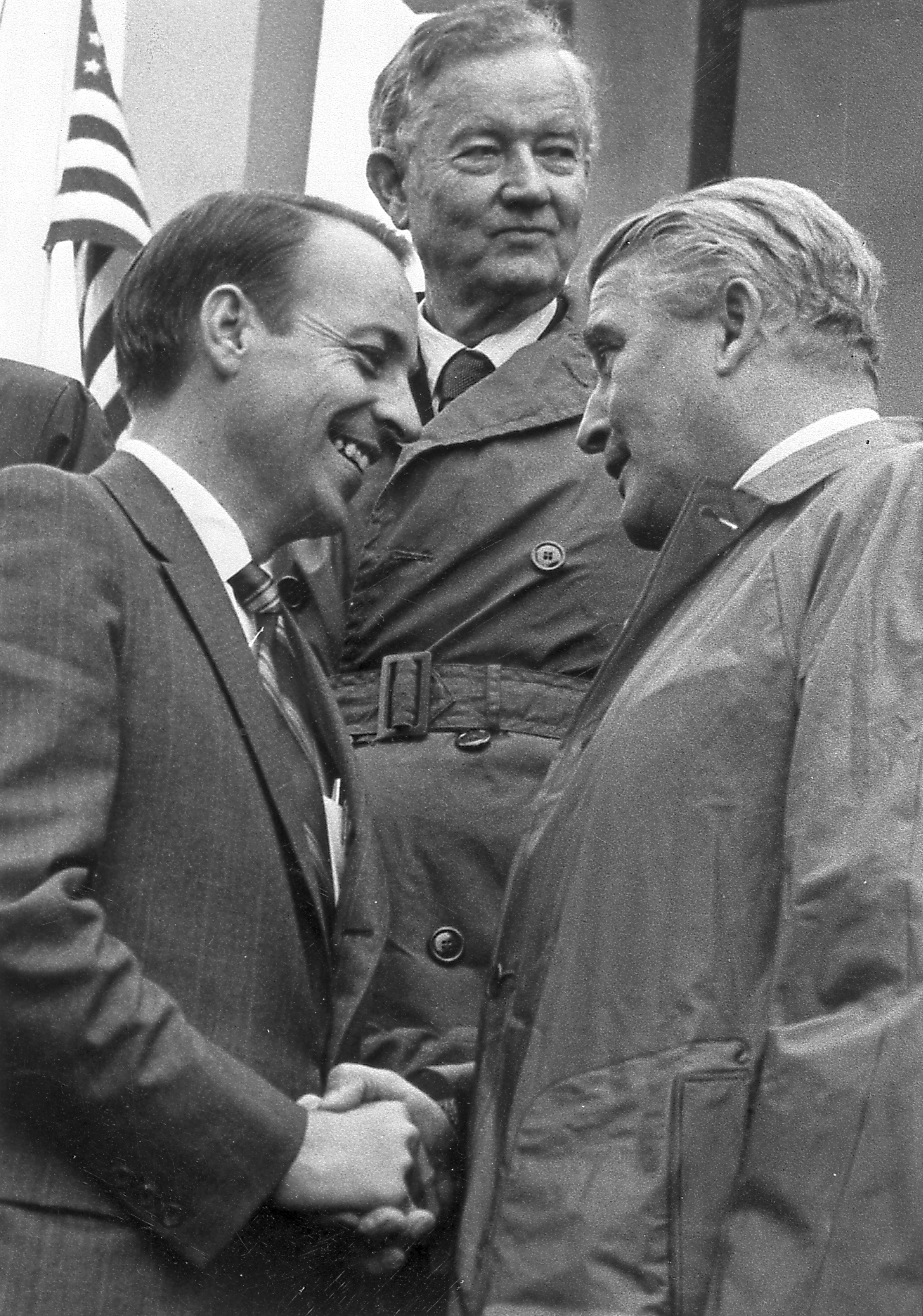
ヴェルナー・フォン・ブラウン（右）とアラバマ州のアルバート・ブリューワー州知事（左）。中央がジョン・スパークマンである。

ジョン・ジャクソン・スパークマン（英語：John Jackson Sparkman、1899年12月20日 - 1985年11月16日）は、アメリカ合衆国の政治家。1946年11月6日から1979年1月3日まで、アラバマ州を代表して民主党の連邦下院議員と連邦上院議員を務めた。1952年アメリカ合衆国大統領選挙での民主党の副大統領候補であった。

## 生い立ち及び経歴
1899年12月20日にアラバマ州ハートセル近くの農場で誕生した。田舎の学校に通いながら家族の仕事を手伝っていた。第一次世界大戦中、彼は学生陸軍訓練団体のメンバーだった。1921年にタスカルーサのアラバマ大学・1923年にその法律学校を卒業した。1925年に弁護士になり、ハンツビルに開業した。1925年から1928年にはハンツビル・カレッジの講師を務めた。
また、民主党員として1937年1月3日から辞職する1946年11月5日まで、第75議会とその後の5回の議会に選出されて務めた。なお1946年のアメリカ合衆国下院多数党院内幹事であり、1946年11月5日に第80議会に再選されて同日に行われた特別選挙で、1949年1月3日で任期が終わるジョン・H・バンクヘッド2世（John H. Bankhead II）の死による欠員を埋める為にアメリカ合衆国上院に選出された。選挙の後、彼は下院を辞職し、1946年11月6日に上院で任務を始め、1979年1月3日まで務めた。しかし1978年の再選挙で立候補しなかった。
1956年に公共の場での人種統合に反対する文書であるサザン・マニフェストに署名した19名の南部の上院議員の1人であった。
スパークマンは中小企業特別委員会の議長（第81、第82、第84から第90議会まで）、就任式準備合同委員会の共同議長（第86議会）、銀行通貨委員会の議長
（第90、第91議会）、国防生産合同委員会の共同議長（第91、第93議会）、銀行住宅都市問題委員（第92、第93議会）、外交委員会委員（第94、第95議会）であった。女性医師に軍部の士官への着任を許可した「1943年スパークマン法」は、彼に因んで名付けられた。彼は1950年の第5回国際連合総会にアメリカ合衆国代表議員として出席した。1985年11月16日にアラバマ州ハンツビルで死亡した。85歳であった。
1924年にアラバマ大学のパイ・カッパ・アルファ友愛会を設立した。